# White Lies
White Lies je anglická rocková hudební skupina, která vznikla v říjnu 2007 v Londýně pod názvem Fear of Flying. Jejími členy jsou zpěvák a kytarista Harry McVeigh, baskytarista Charles Cave a bubeník Jack Lawrence-Brown, přičemž při koncertech je doprovází ještě Tommy Bowen a Rob Lee. Své první album nazvané To Lose My Life kapela vydala v lednu 2009 a jako producenti se na něm podíleli Ed Buller a Max Dingel. Dingel se skupinou spolupracoval i na další desce Ritual (2011), zatímco Buller produkoval třetí album Big TV (2013) a páté Five (2019).

## Diskografie
- To Lose My Life (2009)
- Ritual (2011)
- Big TV (2013)
- Friends (2016)
- Five (2019)
- As I Try Not to Fall Apart (2022)